# Marine-Ehrenmal Laboe

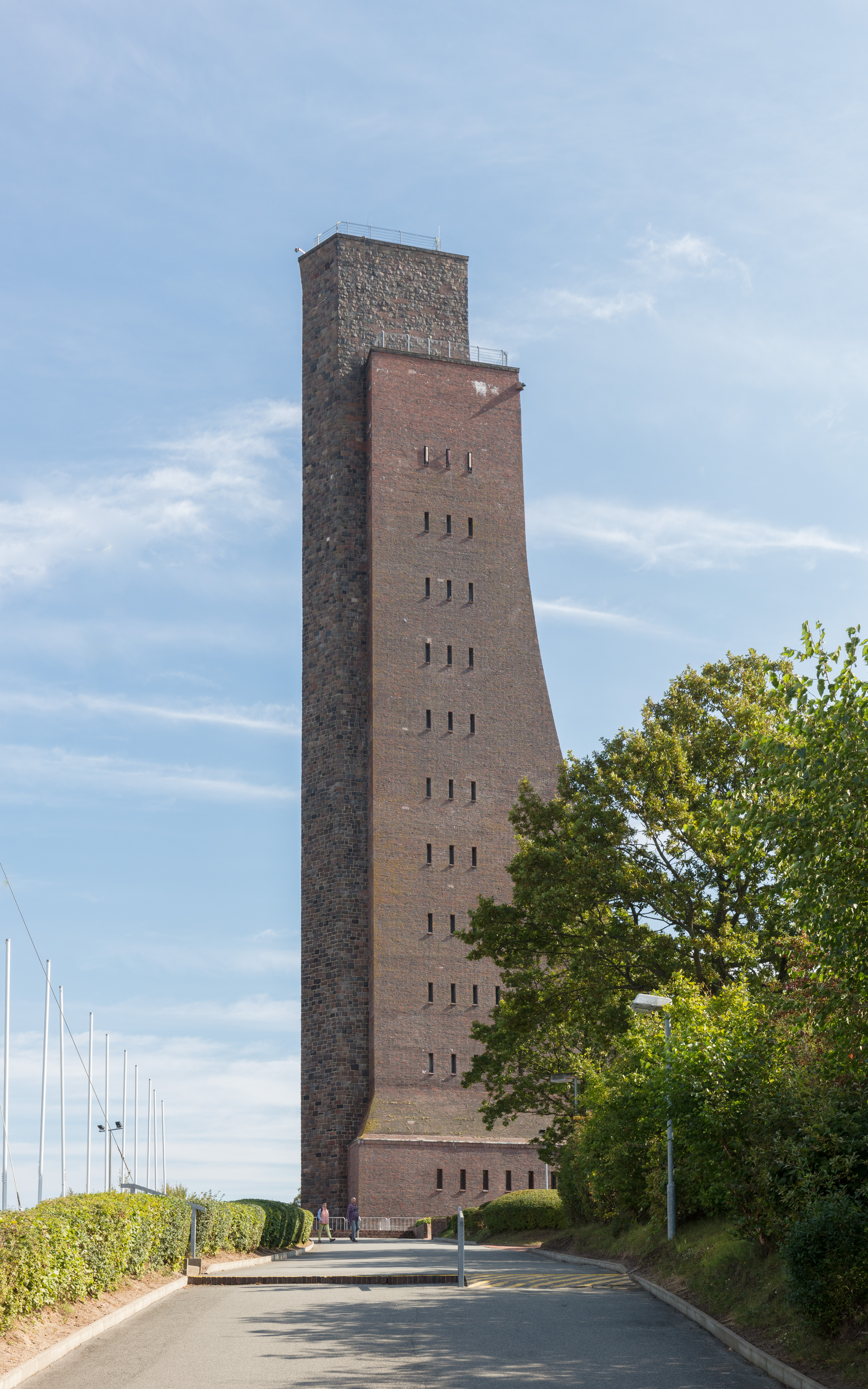
Vista del monumento Naval Laboe.

El Monumento Naval Laboe es un monumento en Laboe, cerca de Kiel en Schleswig-Holstein, Alemania. 
Completado en 1936, el monumento fue erigido originalmente en memoria de los caídos de la Flota Imperial Alemana durante la Primera Guerra Mundial. 
Desde el final de la Segunda Guerra Mundial, sin embargo, conmemora a los marineros de todas las nacionalidades que murieron durante ambas guerras mundiales. 
El monumento consiste en una torre de 85 metros similar a un barco vikingo en su parte superior o a la torre superior de un submarino. Posee en su interior un salón conmemorativo y un puesto de observación.
El monumento también posee a sus pies un submarino alemán de la Segunda Guerra Mundial, el U-995, siendo un lugar muy turístico. El U-995 es el único submarino del tipo U-boat VII C/42 que queda en el mundo.

también alberga una de las hélices Del crucero pesado  Prinz eugen, la hélice fue salvada y se exhibe en el  memorial monumento naval  Laboe
- Wikimedia Commons alberga una categoría multimedia sobre Marine-Ehrenmal Laboe.

- Datos: Q538382
- Multimedia: Marineehrenmal Laboe / Q538382